# Prétear
Prétear (新白雪姫伝説プリーティア Shin Shirayuki-hime Densetsu Purītia?) es una serie manga escrita por Junichi Satō e ilustrada por Kaori Naruse. Fue publicada por Kadokawa Shōten desde mayo de 2000 hasta julio de 2001, finalizando con un total de cuatro volúmenes. Ha sido licenciada para su publicación en Estados Unidos por ADV Manga. La serie fue adaptada a una serie de anime por el estudio Hal Film Maker. Se transmitió en Japón en WOWOW de 4 de abril de 2001 hasta el 27 de junio de 2001. Geneon lanzó los episodios de la serie en cuatro volúmenes, tanto en formato VHS como DVD. 

## Argumento
La estudiante de secundaria Himeno Awayuki intenta adaptarse a su nueva vida después de que su padre viudo se volviera a casar con la Sra. Natsue, una millonaria. Hayate, uno de los siete Leafe Knightsm se niega a aceptar la existencia de una nueva "princesa Prétear" y decide irse; en el camino ve un copo de la nieve roja de la Reina del Desastre, en eso accidentalmente choca con Himeno y Hayate al tocar su mano descubre que es la siguiente Prétear. Tiempo después Himeno muy deprimida sale al jardín donde se encuentra una enorme fuente, donde conoce al resto de los Leafe Caballeros (Caballeros de la Hoja o Leafe Knights), que son Sasame, Goh, Kei, Mannen, Hajime y Shin. Ellos le dicen que la nieve roja que ha caído en la ciudad recientemente es causada por la Saihi, o bien Princesa del Desastre, que está despertando y está usando para absorber “Leafe”, la esencia de toda la vida; con esta misma crea monstruos gusano que absorben más “Leafe”. Piden a Himeno convertirse en la princesa “Prétear” y que les ayudase a proteger el mundo. Himeno rehúsa y huye, pero de repente recuerda lo que le dijo Hayate “los Leafe no huyen” y Himeno se compromete a ayudar. Hayate le pide que tome su mano y ella se fusiona con él para convertirse en la “Wind Prétear”, o bien, “Prétear del viento”. Después de ajustarse a sus nuevos poderes, Himeno es capaz de vencer al monstruo gusano. Pero luego descubre que Hayate está herido después de la batalla y se entera de que al fusionarse ellos se convienten el las armas y escudos de “Prétear”.

## Personajes
- Himeno Awayuki

Es una chica de 16 años que vive en la mansión de su nueva familia ya que su padre vuelve a casarse pero con la viuda del hombre más rico de la ciudad, ella siente que no encaja en su entorno desde que llegó a su nueva casa pero después conoce a Hayate uno de los caballeros de leafe que protegen la leafe del mundo, le pide a Himeno que sea prétear para salvar al mundo de la reina del caos. Ya que los poderes de los 7 caballeros no eran lo suficientemente poderosos como para derrotar a las larvas de demonios (demon larva). En el principio ella odia a Hayate ya que él la insultaba muy a menudo pero se da cuenta de que ella está enamorada de él todo el tiempo desde que lo conoció hasta ahora.
- Hayate (Caballero del viento)

Es uno de los caballeros que van en busca de prétear para poder derrotar a la reina del caos pero es malo y frío con Himeno pues la antigua`prétear se enamoró de él, (pero como ese amor no fue correspondido esa prétear se convirtió en la reina del caos), pero termina enamorándose de Himeno y quiere protegerla hasta el final. Al principio no quería buscar prétear porque pensaba que estaban cometiendo un error. Al principio detesta a Himeno pero con el tiempo se enamora de ella y la besa al final de la batalla.
- Sasame (Caballero del sonido)

Es uno de los caballeros de prétear, pero es a quien más confianza le tiene Himeno, él está enamorado de Takako (la reina del caos) y traiciona a sus amigos para poder dar un amor que nació desde hace 16 años.
- Kei (Caballero de la luz)

Es el inteligente de los caballeros, algunas veces muy serio, su poder es controlar la luz. Kei es un programador de computadora es lo que llamarían un “genio”.
- Go (Caballero del fuego)

Es uno de los caballeros de la leafe y amigo de Himeno, además él se encarga de cuidar a los pequeños caballeros que no se metan en problemas.
- Mannen (Caballero del hielo)

Es el caballero de hielo pero a diferencia de Hayate, Sasame, Kei y Go, él tiene la apariencia de un niño pues volvió a renacer pues hace 16 años el antiguo caballero del hielo tuvo que sacrificarse para encerrar a la reina del caos, según él y los pequeños caballeros Himeno es su hermana además de que siempre se la pasa discutiendo con Go.
- Hajime (Caballero del agua)

Es una de los caballeros del leafe pero al igual que Mannen tuvo que renacer pues el antiguo caballero del agua también se sacrificó.
- Shin (Caballero de las plantas)

Es el más pequeño de los caballeros aparte de que él se encarga de llevar a todos a otra dimensión en las batallas para que nadie salga lastimado aparte de que nadie se entere de ellos y es un niño muy tierno él le dice a Himeno hermana porque ella lo protege de que no se lastime ya que le tiene mucho cariño.
- Takako

Es la reina de la oscuridad. Era la prétear (antes de convertirse en la reina de la oscuridad) antes de Himeno. Cuando era prétear se había enamorado de Hayate (en la época que éste era amable) y al ser un amor no correspondido, se llenó de odio y rencor y acabó convirtiéndose en la actual Reina de la oscuridad. Tras el sacrificio de los anteriores caballeros del hielo, agua y planta, lograron encerrarla y disminuir su poder, no obstante no pudieron destruirla y estuvo regenerando sus poderes tras 16 años. Se disfrazó de una sirvienta en la mansión donde vive la nueva familia de Himeno, llamada Mikage para implantar maldad y soledad en Mawata, la hija menor de la nueva familia de Himeno. Ella odia a Himeno pues Hayate se enamora de ella. Nunca se dio cuenta del amor que le tenía Sasame, y mientras era la Reina de la oscuridad utilizó ese amor para destruir a los guardianes y a la prétear. Tras el sacrificio de Sasame por ella y viendo que era la única persona que la amó y seguía amando, se termina enamorando de él y al final, ambos se convierten en novios.

## Manga
El manga consta de 4 volúmenes, de los cuales, solo 3 han sido traducidos al español.